# المكتبة الخالدية في القدس 1720م – 2001 م
المكتبة الخالدية في القدس 1720م – 2001 م هو كتاب للكاتب الفلسطيني وليد الخالدي، نشر عام 2002 عن المكتبة الخالدية في القدس، صدرت الطبعة الثانية عام 2021 عن مؤسسة الدراسات الفلسطينية. يقع في 75 صفحة، يتحدث عن تاريخ المكتبة الخالدية في القدس منذ نشأتها عام 1720م حتى تأسيسها كمكتبة عامة عام 1900م، ووضح التحديات التي واجهتها المكتبة عبر عقود بسبب الإحتلال.

## ملخص الكتاب
يستعرض الكتاب قصة نجاح عائلة الخالدي في بناء مكتبة تقع في قلب البلدة القديمة لمدينة القدس وتحويلها من مكتبة عائلية إلى مكتبة عامة وتطورها خلال الفترة من 1720م حتى 2001 م، وسلط الضوء على التحديات التاريخية والسياسية التي أثرت على المكتبة، أبرزها النكبة عام 1948 واحتلال القدس الشرقية عام 1967. كما يستعرض الكتاب الجهود المبذولة للحفاظ على إرث المكتبة الثقافي والعلمي. يعتمد الكاتب على مصادر تاريخية موثوقة لتحليل الأحداث ووضح دور المكتبة كرمز ثقافي في المشهد الفلسطيني مما يجعله مرجعاً هاماً لفهم التطورات الاجتماعية والسياسية في القدس.